# ヘノドゥス
ヘノドゥス（学名：Henodus）は、三畳紀後期カーニアンの海に生息していた板歯類である。学名は「単一の歯」の意。H. chelyops（ケリオプス）の1種のみで知られている。化石はドイツのチュービンゲンで発見された。全長は約1メートル。

## 形質
ヘノドゥスは非常にカメ類に似た姿をした板歯類であった。カメのように腹甲と背甲を備えていた。背甲は四肢よりもはるかに外側に大きく伸びており、非常に扁平である。そのため同じくらいの長さのカメの2倍の体幅があった。しかしその甲羅はカメのものよりも多くの骨パーツで構成されており、モザイクパターンを呈する。その装甲は脊椎と癒合しており、カメと違って肋骨は通常のポジションに位置している（カメは背甲の裏側に肋骨がくっついている）。休息や外敵からの逃避のために上陸することがあったと思われるが、四肢は脆弱で彼らが長い時間地上に滞在することがなかったことを示唆する。
ヘノドゥスは口の上下両側に一本ずつ歯をもっているが、他の歯は嘴に置き換わられ退化している。代わりに、顎に沿って鯨鬚のような歯列があり、すばやく顎を閉じることができたことを示す舌骨および筋肉組織の独特の特徴との組み合わせから、フィルターフィーダーの摂餌行動を示唆すると考えられていた 。クチバシは目のすぐ先にあり、その先端が角張っているため、頭全体が四角形に見える。しかし最近では、水生の植物食動物であり、広い顎で底から植物を削り取っていたことが指摘されている。この説は、別の中生代の水生爬虫類の習性と形態を議論した論文で提起されている。 アトポデンタトゥスとは異なり、ヘノドゥスは水底から植物を獲るためにフィルターフィーディングをしていたと思われる。
ヘノドゥスは海成層以外の地層から発見されている唯一の板歯類で、汽水域や淡水性の入江に生息していたと思われる。